# Musée Pascal-Paoli
Pour les articles homonymes, voir Pascal Paoli (homonymie).
Le musée maison natale de Pascal Paoli (Casa di Pasquale Paoli) est un musée consacré à Pascal Paoli, situé en Haute-Corse dans le village de Morosaglia (Merusaglia en langue corse), au hameau de Stretta.

## Histoire

### Une donation de la famille de Pascal Paoli

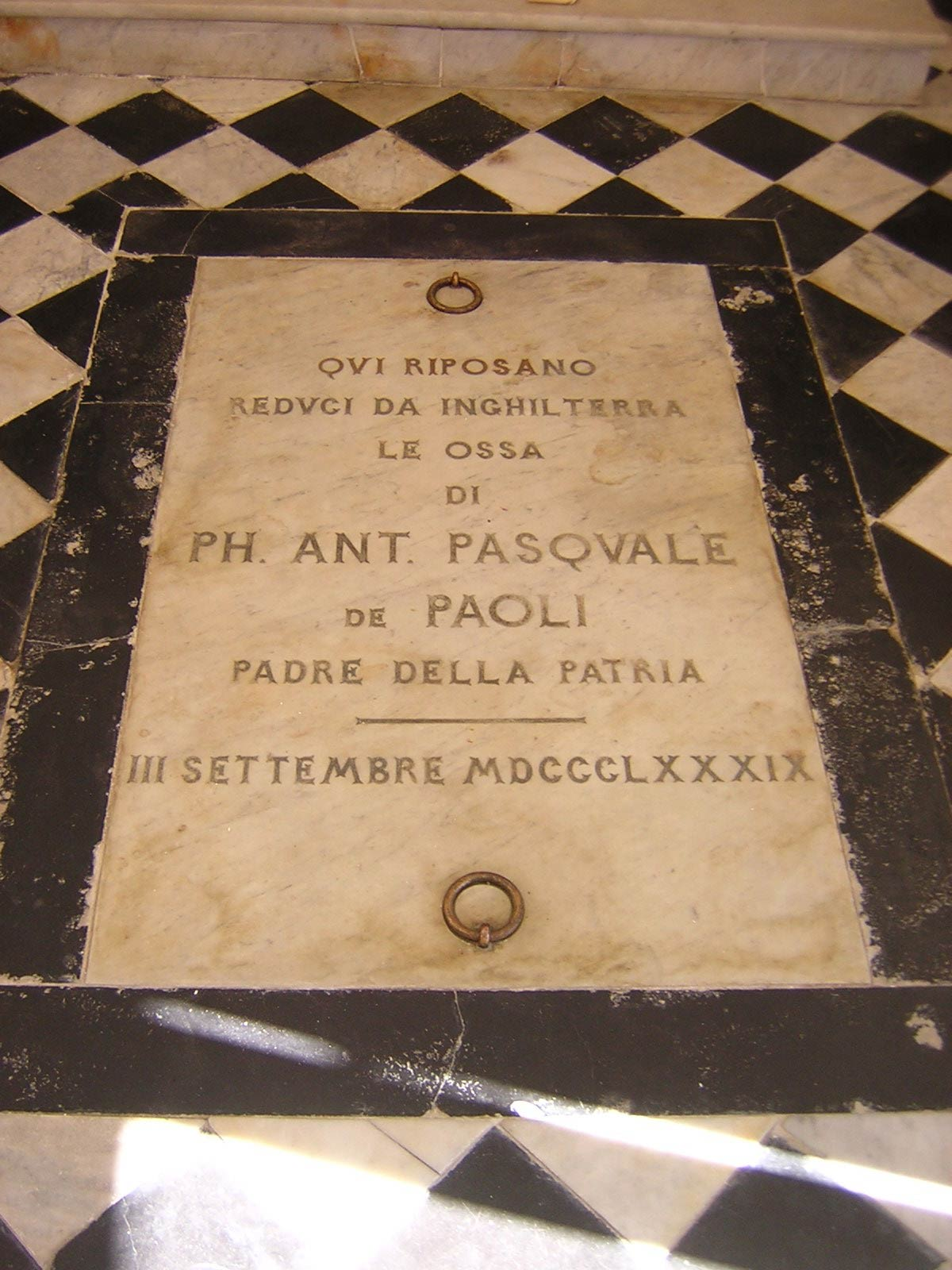
Pierre tombale de Pasquale Paoli dans la chapelle de sa maison natale.

La maison natale de Pacal Paoli a été cédée en 1889 au département de la Corse par Jean-Baptiste Franceschini-Pietri (1834-1915), descendant de Maria Chiara Paoli, sœur de Pascal Paoli, et secrétaire particulier de Napoléon III. Le don était assorti de la condition que l'oratoire de la maison reçoive les cendres du général et que l'étage soit transformé en musée. La translation des cendres depuis le cimetière de l’église catholique Saint Pancrace de Londres eut lieu dès le 7 septembre 1889, mais le musée ne fut véritablement ouvert qu’en 1954.

### Histoire du musée
En 1954, le musée fut ouvert au public grâce à l'action de Jean Leblanc, inspecteur départemental des musées et conservateur du Musée Fesch d’Ajaccio.
L'édifice a été inscrit au titre des monuments historiques le 28 avril 1975.
En 1976, avec la bi-départementalisation, la maison devient la propriété du département de la Haute-Corse. Son état de dégradation conduit le conseil général à restaurer et réaménager les salles du musée entre 1986 et 1991.
Le label « Maison des Illustres » a été attribué au musée en 2012.
En vertu de la loi NOTRe, le musée est depuis le 1er janvier 2018 intégré à la Direction du Patrimoine de la Collectivité de Corse qui assure la gestion de plusieurs établissements patrimoniaux de natures diverses, dont cinq musées labellisés Musée de France.

## Caractéristiques

### Architecture
La bâtisse conserve l’aspect traditionnel d’une maison de notable du XVIIIe siècle. De plan carré à deux étages et combles, elle est couverte de lauzes et possède un gros-œuvre en maçonnerie de moellons.

### Collections
Installé dans la maison natale de Paoli, le musée présente la vie et l’œuvre du personnage, notamment à travers le mobilier, les objets et les souvenirs du général et de son gouvernement.
Les objets et souvenirs du général Paoli étaient à l'origine assez peu nombreux car, à deux reprises, en 1769 et 1796, sachant que ses biens allaient être mis sous séquestre, Pascal Paoli avait demandé à ses intimes de mettre à l’abri ceux auxquels il tenait le plus, ce qui eut pour conséquence de favoriser leur dispersion. À la fin de sa vie, il fit don à ses compatriotes d'exil de tout ce qu’ils avaient pris, mais il souhaita que l’épée d'honneur offerte par le roi  Frédéric II, la selle offerte par le Bey de Tunis et différents documents soient déposés à la confrérie du village.
Les collections du musée se sont progressivement enrichies grâce à quelques dons et à la politique d'acquisition menée par le conseil général. Elle a permis au musée d'acquérir le buste de Paoli réalisé par John Flaxman, le portrait en pied peint par Benbridge, ou encore une paire de pistolets fabriqués en 1773 à Londres par John Fox Twigg. Le portrait fut commandé par l'Ecossais James Boswell, grand admirateur de Paoli, au peintre américain Henry Benbridge, rencontré à Rome. Il représente Paoli à la bataille de Ponte-Novo et fut exposé à Londres en 1769. En 2021, le musée fait l'acquisition sur le marché de l'art d'un portrait rétrospectif de Paoli, peint en miniature sur porcelaine par Sophie Liénard et fabriqué vers 1840 par la manufacture Rihouet à Paris. Depuis, le musée continue de procéder à des acquisitions afin d'enrichir ses collections.